# Tây Ninh (Provinz)
Tây Ninh ist eine  Provinz von Vietnam. Sie liegt im Süden des Landes und grenzt im Nord und Westen an Kambodscha.

## Bezirke
Nam Định gliedert sich in die gleichnamige Provinzstadt (thành phố trực thuộc tỉnh) Tây Ninh (Hauptstadt) sowie in acht Landkreise (huyện):
- Tân Biên
- Tân Châu
- Dương Minh Châu
- Châu Thành
- Hòa Thành
- Bến Cầu
- Gò Dầu
- Trảng Bàng

## Geschichte
Wegen der Nähe zu Kambodscha war Tây Ninh im Kontext der sukzessiven Kriege in Vietnam mehrfach Schauplatz von Gefechten, da entlang der Grenze Guerillas nach Südvietnam einsickerten. Während des französischen Indochinakrieges (1946 bis 1954) operierte dort das Commando Ponchardier gegen kommunistische Việt-Minh-Guerillas. An diesen Operationen nahm im Frühjahr 1946 auch der spätere Journalist Peter Scholl-Latour teil.
Auch im Rahmen des US-gestützten Vietnamkrieges (1955 bis 1975) war Tây Ninh von Kampfhandlungen betroffen. So wurde die Provinz im Kontext der Operation Attleboro, die in der angrenzenden Provinz Bình Dương stattfand, im Herbst 1966 schweren Luftangriffen der US-Luftwaffe ausgesetzt und erheblich verwüstet, da in Tây Ninh ein Hauptquartier der NLF vermutet wurde.